# Robert Lowrance
Robert Lowrance (* 5. Mai 1954) ist ein Segler aus Amerikanisch-Samoa.
Er nahm 1996 in Atlanta an der olympischen Segelregatta vor Savannah teil. Gemeinsam mit seinem Partner Fua Logo Tavui belegte im Starboot den 24. Platz.